# Gaurî
 (novembre 2008).
Si vous disposez d'ouvrages ou d'articles de référence ou si vous connaissez des sites web de qualité traitant du thème abordé ici, merci de compléter l'article en donnant les références utiles à sa vérifiabilité et en les liant à la section « Notes et références ».

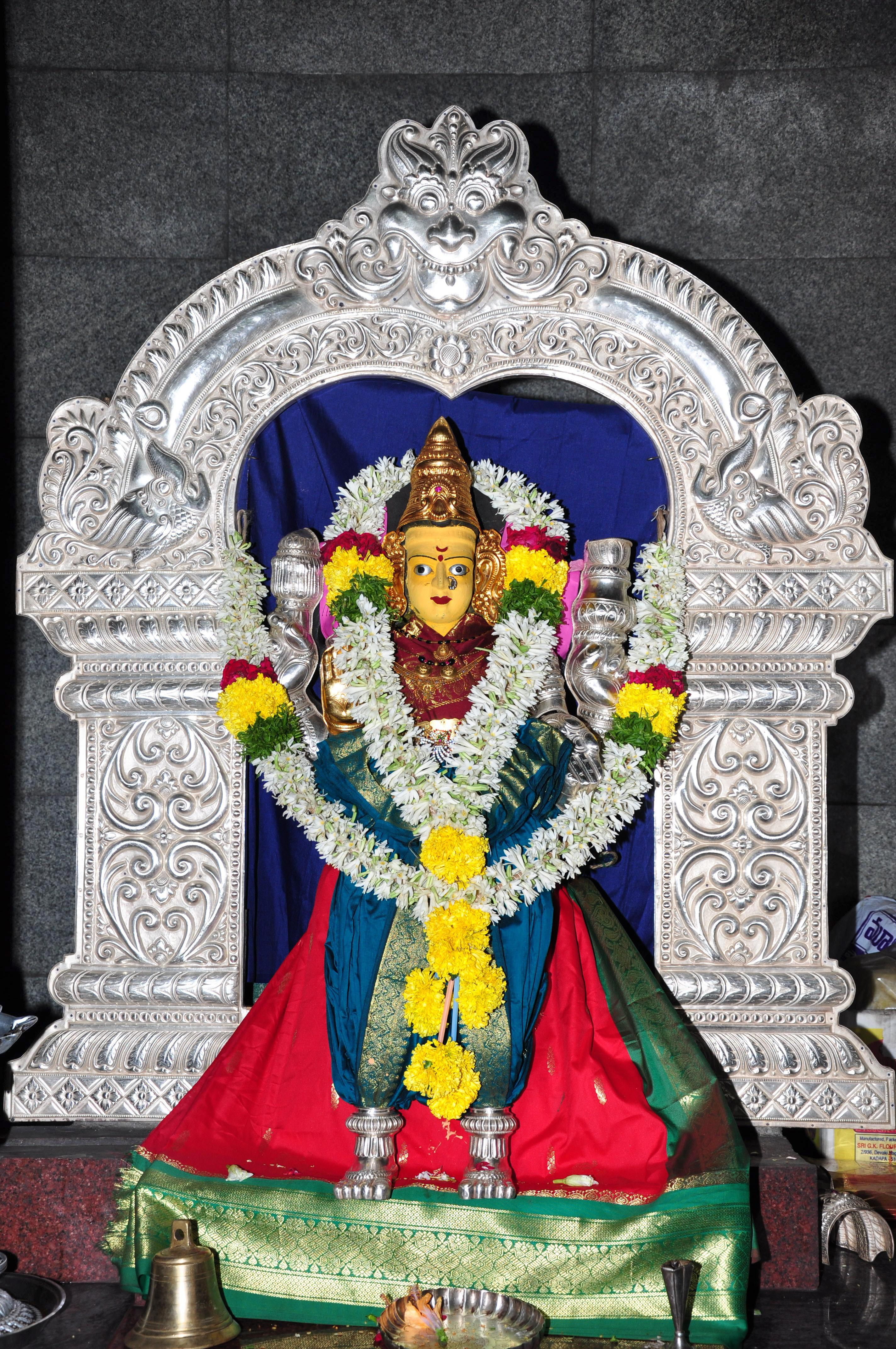
Statue de Parvati au temple de Shiva de Palakollu.

Gaurî est un des noms de la déesse Pârvatî signifiant « La Dorée », « Jaune d'or ».
Elle n'acquit ce nom qu'au prix d'une longue ascèse. D'un teint plus sombre que son divin mari, le blanc Shiva, elle fut raillée par celui-ci qui la traita de noiraude (Kali)
Furieuse, elle partit dans la montagne afin de se livrer à l'ascèse en vue d'obtenir un teint doré. Au terme d'une longue période, Brahmâ accéda à sa requête. Désormais d'un beau teint doré, on l'appela Gaurî.
Kâlî reçoit parfois cette épithète sous sa forme de « divinité des céréales ».
Ce nom est parfois donné aux fillettes ayant atteint huit ans, l'âge supposé de Pârvatî lors de son mariage avec Shiva. Le dieu est lui-même nommé Gauresha, ou maître de Gaurî.
C'est aussi le nom de l'héroïne du film indien Lagaan (2001).